# Alfred Steinke
Alfred Steinke, född 6 juni 1881 i Berlin, död i maj 1945 i Berlin, var en tysk ishockeyspelare. Han var med i det tyska ishockeylandslaget som kom på delad åttondeplats i Olympiska vinterspelen 1928 i Sankt Moritz. Han dog i slutskedet av andra världskriget i Berlin.